# György Bokor
György Bokor, (nacido el 25 de noviembre de 1928 en Budapest, Hungría - junio de 2014), es un exjugador húngaro de baloncesto. Consiguió 1 medalla de plata en el Eurobasket de la Unión Soviética de 1953 con Hungría. 